# Luca Venitucci
Luca Venitucci (* 1969 in Rom) ist ein italienischer Multiinstrumentalist und Sänger, der auf dem Gebiet der Improvisationsmusik und der Neuen Musik aktiv ist.
Venitucci studierte an der Scola Popolare di Musica di Testaccio in Rom. Neben verschiedenen Keyboardinstrumenten und Akkordeon spielt er elektroakustische Instrumente, arbeitet mit Mischpulten und elektronisch bearbeiteten Objektklängen und der eigenen Stimme.
Seit Ende der 1980er Jahre arbeitete er mit Musikern wie Otomo Yoshihide, Thomas Lehn, Axel Dörner, Tim Hodgkinson, John Butcher, Mario Schiano, Alessandro Bosetti, Michael Renkel und Alexander Caric. Er trat mit dem deutschen Bassisten Peter Kowald, dem italienischen Perkussionisten Fabrizio Spera und dem englischen Gitarristen Mike Cooper, dem Live-Elektroniker Thomas Lehn, dem Gitarristen Hans Reichel, der Sängerin Dagmar Krause und dem Japaner Masami Akita auf.
1995 gründete er mit Fabrizio Spera, Elio Martusciello und Maurizio Martusciello das elektroakustische Improvisationsensemble Ossatura. Zwischen 1996 und 2002 war er Mitglied des Berliner Experimentalensembles Zeitkratzer, mit dem er Werke von John Cage, Philip Glass, Karlheinz Stockhausen, La Monte Young und James Tenney aufführte und aufnahm. 2001 führte er mit Zeitkratzer und Ulrich Krieger eine Transkription von Lou Reeds Metal Machine Music für Instrumentalensemble auf.
Venitucci wirkte an Projekten von experimentellen Musikern wie Butch Morris, Carsten Nicolai, Keith Rowe, Masami Akita, Mario Bertoncini, Phill Niblock, Radu Malfatti, Thierry Thaemelitz und Lee Ranaldo mit und arbeitete mit der Schauspielerin Federica Santoro, der Travirovesce Dance Company, den Schriftstellern Jonathan Coe und Vito Riviello, der Lyrikerin Lidia Riviello und der Tänzerin Alessandra Cristiani zusammen. Weiterhin ist er Mitglied des Multimedia-Projektes Arturo, des Improvisationsorchesters Fanfararara von Tim Hodgkinson, der Gruppe Unununium von Michael Thieke und des Improvisationsorchesters Mondo Ra. Seit 2007 spielt er auch in Alfred Harths Quartett 7k Oaks.

## Diskographie
- Ossatura: Dentro, 1998
- Zeitkratzer: SonX, 1998
- Zeitkratzer: Xtensions, 1998
- Zeitkratzer: SoundinX, 1998
- Circadiana: Clangori, 1999
- Zeitkratzer: Noise, 2001
- Marcus Schmickler: Param, 2001
- Massimo Coen: Live Portrait, 2002
- Mario Schiano: Supposing That, 2002
- John Duncan: Fresh, 2002
- Pierluigi Castellano: Zonacalda, 2002
- Ossatura: Verso, 2003
- Zeitkratzer: Metal Machine Music, 2007
- Alfred 23 Harth 7000 Oaks, 2007 (mit Fabrizio Spera und Massimo Pupillo)
- Interstizio, 2011